# 12107 Reneebarcia
12107 Reneebarcia è un asteroide della fascia principale. Scoperto nel 1998, presenta un'orbita caratterizzata da un semiasse maggiore pari a 2,1784539 au e da un'eccentricità di 0,0270220, inclinata di 5,03724° rispetto all'eclittica.